# Cyaniris neglecta
Cyaniris neglecta är en fjärilsart som beskrevs av Edwards 1862. Cyaniris neglecta ingår i släktet Cyaniris och familjen juvelvingar. Inga underarter finns listade i Catalogue of Life.